# Giovanni Battista Pasqualini
Giovanni Battista Pasqualini, o Giovanni Battista Pascalini (Cento, 1595 – 1631), è stato un pittore, intagliatore e incisore italiano.

## Biografia
Allievo, probabilmente, di Oliviero Gatti, che conobbe quando questi nel 1618 fu chiamato a Cento dal protettore del Guercino, padre Antonio Mirandola.
Giovanni Battista Pasqualini con le sue incisioni diventò, nel giro di pochi anni, il più prolifico interprete del Guercino, contribuendo a favorire la diffusione delle sue opere. Ne diventò l'illustratore ufficiale e lo seguì a Roma nel 1621.
Morto giovanissimo a 36 anni, Pasqualini ci ha lasciato 67 incisioni eseguite tutte tra il 1618 e il 1631, che ci aiutano a far luce sulle opere del periodo giovanile del Guercino. Tale periodo non è compreso nel Libro dei Conti di Casa Barbieri che comincia la registrazione delle commissioni del Guercino alla fine degli anni '30.